# Liutvi Ajmedov
Liutvi Ajmedov (Podayva, Bulgaria, 10 de abril de 1930-1997) es un deportista búlgaro retirado especialista en lucha libre olímpica donde llegó a ser subcampeón olímpico en Tokio 1964.

## Carrera deportiva
En los Juegos Olímpicos de 1964 celebrados en Tokio ganó la medalla de plata en lucha libre olímpica estilo peso pesado, tras el luchador soviético Aleksandr Ivanitsky (oro) y por delante del turco Hamit Kaplan (bronce).